# 交響曲第83番 (ハイドン)
交響曲第83番 ト短調 Hob. I:83 は、フランツ・ヨーゼフ・ハイドンが1785年に作曲した交響曲。全6曲からなる『パリ交響曲』の2曲目（作曲順では3番目）であり、『めんどり』（仏: La Poule）の愛称で知られる。

## 愛称の由来
『めんどり』という愛称はハイドン自身によるものではないが、第1楽章の第2主題がニワトリの鳴き声を思わせることから、18世紀末から19世紀初頭にこの愛称で呼ばれるようになった。

## 楽器編成
フルート1、オーボエ2、ファゴット2、ホルン2、弦五部。

## 曲の構成
第4楽章、演奏時間は約25分。
- 第1楽章 アレグロ・スピリトーソ
ト短調、4分の4拍子、ソナタ形式。
第1主題

第2主題

- 第2楽章 アンダンテ
変ホ長調、4分の3拍子、ソナタ形式。

- 第3楽章 メヌエット：アレグレット - トリオ
ト長調、4分の3拍子。

- 第4楽章 フィナーレ：ヴィヴァーチェ
ト長調、8分の12拍子、ソナタ形式。